# 奈迈什博尔佐沃
奈迈什博尔佐沃，是匈牙利索博尔奇-索特马尔-贝拉格州所辖的一个村。总面积2.20平方公里，总人口79，人口密度35.9人/平方公里（2011年1月1日）。